# Midnight (Alesso)
Midnight è un singolo del DJ svedese Alesso, pubblicato l'8 aprile 2020.

## Descrizione
Il brano ha visto la partecipazione vocale del cantante britannico Liam Payne.

## Pubblicazione
Il 1º aprile 2020 entrambi gli interpreti hanno annunciato il singolo sui loro social media, rivelandone nell'occasione il titolo e la data di pubblicazione prevista per il mercoledì seguente.

## Video musicale
Un video musicale sarebbe stato realizzato con il fine di supportare il brano, ma a causa delle misure di contenimento della pandemia di COVID-19 del 2019-2021 la realizzazione è stata cancellata. Tuttavia l'8 aprile 2020, in concomitanza con l'uscita del singolo, è stata pubblicata un'esibizione del brano tramite il canale YouTube del DJ.

## Tracce
Testi e musiche di Alessandro Lindblad, Carl Lehmann, Emanuel Abrahamsson, Neil Ormandy e Nirob Islam.
Download digitale
1. Midnight (feat. Liam Payne) – 3:03

Download digitale – Jack Wins Remix
1. Midnight (feat. Liam Payne) (Jack Wins Remix) – 3:50

Download digitale – Rompasso Remix
1. Midnight (feat. Liam Payne) (Rompasso Remix) – 3:26

Download digitale – Remixes EP
1. Midnight (feat. Liam Payne) (Alesso & ESH Remix) – 3:38
2. Midnight (feat. Liam Payne) (Vicetone Remix) – 3:28
3. Midnight (feat. Liam Payne) (Magnificence Remix) – 5:20
4. Midnight (feat. Liam Payne) (Sylvain Armand & Kiko Franco Remix) – 4:17

## Formazione
Musicisti
- Alesso – programmazione
- Liam Payne – voce
- Carl Lehmann – chitarra acustica, cori

Produzione
- Alesso – produzione
- Hoskins – produzione aggiuntiva
- Ryan Shanahan – missaggio

## Classifiche
| Classifica (2020) | Posizione massima |
| ----------------- | ----------------- |
| Belgio (Fiandre)  | 52                |
| Belgio (Vallonia) | 83                |
| Croazia           | 62                |
| Russia            | 86                |
| Svezia            | 60                |
| Svizzera          | 97                |